# Étraye-Wavrille
Étraye-Wavrille est une ancienne commune de la Meuse qui a existé de 1973 à 1988. Elle a été créée en 1973 par la fusion des communes de Étraye et de Wavrille. En 1988 elle a été supprimée et les deux communes constituantes ont été rétablies.

## Toponymie
Étraye est attesté sous les formes Estrey (1324) ; Estray (1656) ; Etrya (1738).

Du latin (via) strata « route pavée ». Ce nom fréquent est donné aux établissements situés sur une ancienne voie romaine. Le village fusionna en 1973 avec Wavrille et devint Étraye-Wavrille jusqu'à leur séparation en 1988,
Wavrille est attesté sous les formes Wavrevium (1194) ; Wavreia (1197) ; Wavrilles (1238) ; Wabvrille (XVIe siècle) ; Uuavrille (1656) ; Wavril (1700) ; Wavrilla (1738).

Du roman *vober « terre inculte, broussailles » et du suffixe roman -eium ; remplacé par -eille, ( latin -iculas ).